# 裴鵬順
裴鵬順（越南语：／；1883年—1947年），越南阮朝官員。

## 生平
裴鵬順是河東省應和府山朗縣蛇梂總連拔社廚村（今属河內市應和縣連拔社）人，嗣德三十六年（1883年）出生，祖父是寧太總督裴俊，弟弟是司法部尚書裴鵬摶。
成泰十八年（1906年），裴鵬順與哥哥裴鵬奮、弟弟裴鵬摶三人一起參加河南場鄉試，結果哥哥裴鵬奮考中秀才，他和弟弟裴鵬摶考中舉人。啟定元年（1916年），裴鵬順會試中格，庭試考中三甲同進士出身。歷任海後訓導、陪審座議員、美豪一項知府。保大二年（1927年），調任里仁一項知府，後升北寧布政使。

## 榮譽

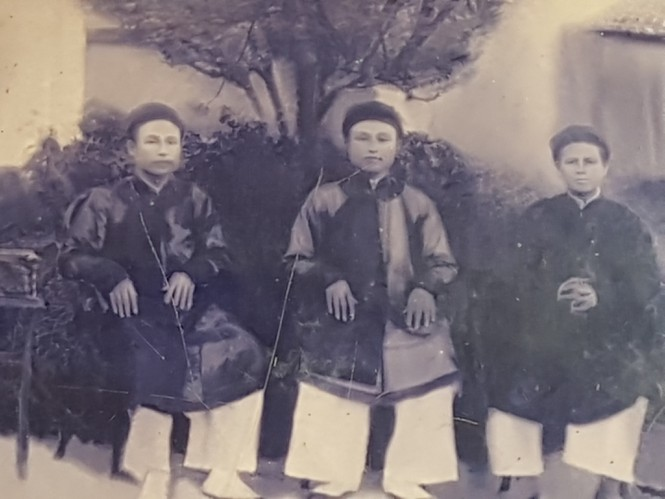
裴氏兄弟三人

- 大南龍星指揮官勳位[4]
- 農業功勳勳章指揮官勳位[4]